# Argiope caesarea
Argiope caesarea es una especie de araña araneomorfa género Argiope, familia Araneidae. Fue descrita científicamente por Thorell en 1897.
Habita en India, Birmania y China.